# Grinăuți (Mihălășeni), Ocnița
Grinăuți este un sat din cadrul comunei Mihălășeni din raionul Ocnița, Republica Moldova.

## Demografie

### Structura etnică
Conform recensământului populației din 2004, satul avea 177 locuitori: 151 moldoveni/români, 15 ucraineni și 11 ruși.